# 三振法
三振法（さんしんほう：Three-strikes law）とは1990年代にアメリカ合衆国において州法として成立した法律の総称であり、スリーストライクス・アンド・ユー・アー・アウト法（三振でアウト法）を日本語訳したものである。1994年に制定された連邦三振法が代表的（「三振即アウト法」とも呼ばれる）。

## 概要
制定当初は重罪（felony。多くの州では死刑又は長期1年以上の刑の科せられる犯罪）の前科が2回以上ある者が3度目の有罪判決をうけた場合、その者は犯した罪の種類にかかわらず終身刑となるという立法であったことから、野球の三振になぞらえて『 Three-strikes law（三振法）』の名がついた。
アメリカでは刑務所の定員が超過状態にあることが多く、凶悪犯罪者が短い刑期で仮出獄して再犯を繰り返すことが多い。三振法は再犯者の仮出獄の可能性をなくす法律を定めることにより、このような事態を防ぐ目的がある。さらに犯罪多発国であるアメリカでは犯罪解決率が総じて低いため、凶悪犯罪者の多くは常習犯で、特定の犯罪で捕まる以前にも他に明らかになっていない重罪を犯している場合が多い。このため累犯者を微罪でも終身刑にすることで重罪を未然に防ぐことができるとされる。
始まりは1993年のワシントン州、翌年にはカリフォルニア州で制定された。2004年には26の州と連邦政府で施行されている。

## 賛否
擁護者は三振法は施行すると犯罪率が下がるとする。
一方、二度の犯罪歴を持つ者が軽微な違反で三振法に抵触し、2ドル50セントの靴下の万引きで終身刑、またピザ一切れを奪ったとして懲役25年を宣告される事例などが発生しており、刑事罰と犯罪事実のバランスを著しく欠くとして、司法機関からの批判的な見解も示されている。

## 改正
過去20年間犯罪歴のない所帯持ちの男性が些細な万引き、あるいは大麻の所持などで終身刑を言い渡されるような事例も存在し、このことから「（杓子定規的に）厳格すぎる」との反対意見がある。こういった反対意見をうけていくつかの州で三振の条件を緩和したり、課する刑を軽くしたりする法改正がなされており、三振法自体の定義も、「重罪の前科が2回以上ある者が3度目の重罪による有罪判決をうけた場合には通常より重い刑を科されるとする法律」と改められた。
マイケル・パルデュー事件においては、殺人罪で有罪とされ終身刑を受けたが、その罪についての無罪が証明されて冤罪だったにもかかわらず、3度の脱獄に三振法が適用され、再び終身刑を言い渡された。後に多数の抗議などにより、仮釈放は認められたが、これは脱獄の罪が無効になったためではない。